# Otrantska vrata
Otrantska vrata (alb. Ngushtica e Otrantos; tal. Canale d'Otranto) tjesnac je koji spaja Jadransko more s Jonskim morem i odvaja teritorij Italije od Albanije. Na njegovoj najužoj točki kod Punta Palascìa istočno od Salenta širina tjesnaca je manja od 72 km (39 nautičkih milja). Tjesnac je dobio ime po talijanskom gradu Otrantu.

## Povijest
Otrantska vrata su od davnina bila od vitalne strateške važnosti. Rimljani su ih koristili za prijevoz svojih postrojbi na istok. Legije su marširale do Brundisiuma (danas Brindisija) i u samo jedan dan plovidbe stizale su do teritorija moderne Albanije, a zatim su mogle krenuti prema istoku koristeći Viu Egnatiu.

### Prvi svjetski rat
Tijekom Prvog svjetskog rata tjesnac je bio od velike važnosti za obje strane u sukobu. Savezničke mornarice Italije, Francuske i Velike Britanije su uspostavile blokadu tjesnaca uglavnom lakim pomorskim snagama i lako naoružanim ribarskim brodovima i spriječile Austrougarskoj ratnoj mornarici slobodan ulazak u Sredozemno more. Ta je blokada bila poznata kao "Otrantski baraž".
Međutim, blokada je bila prilično neučinkovita protiv njemačkih i austrijskih podmornica koje su isplovljavale iz Jadrana i zadavale značajne gubitke savezničkim silama veći dio rata diljem Sredozemlja. 

### Nakon pada Željezne zavjese
Godine 1992. Albanija i Italija potpisale su ugovor kojim su razgraničene epikontinentalne granice između dviju zemalja.
Godine 1997. i 2004. gotovo 100 ljudi poginulo je pokušavajući ilegalno prijeći tjesnac nakon nemira u Albaniji 1997. i loših ekonomskih uvjeta u Otrantskoj tragediji i tragediji na Karaburunu.
Albanska vlada je 2006. godine uvela moratorij na jedrilice na motorni pogon na svim jezerima, rijekama i morima Albanije kako bi suzbila organizirani kriminal. Jedina iznimka od pravila su čamci u državnom vlasništvu, čamci u stranom vlasništvu, ribarski čamci i skuteri za vodu. Godine 2010. moratorij je produljen do 2013. godine.